# 보스토크섬

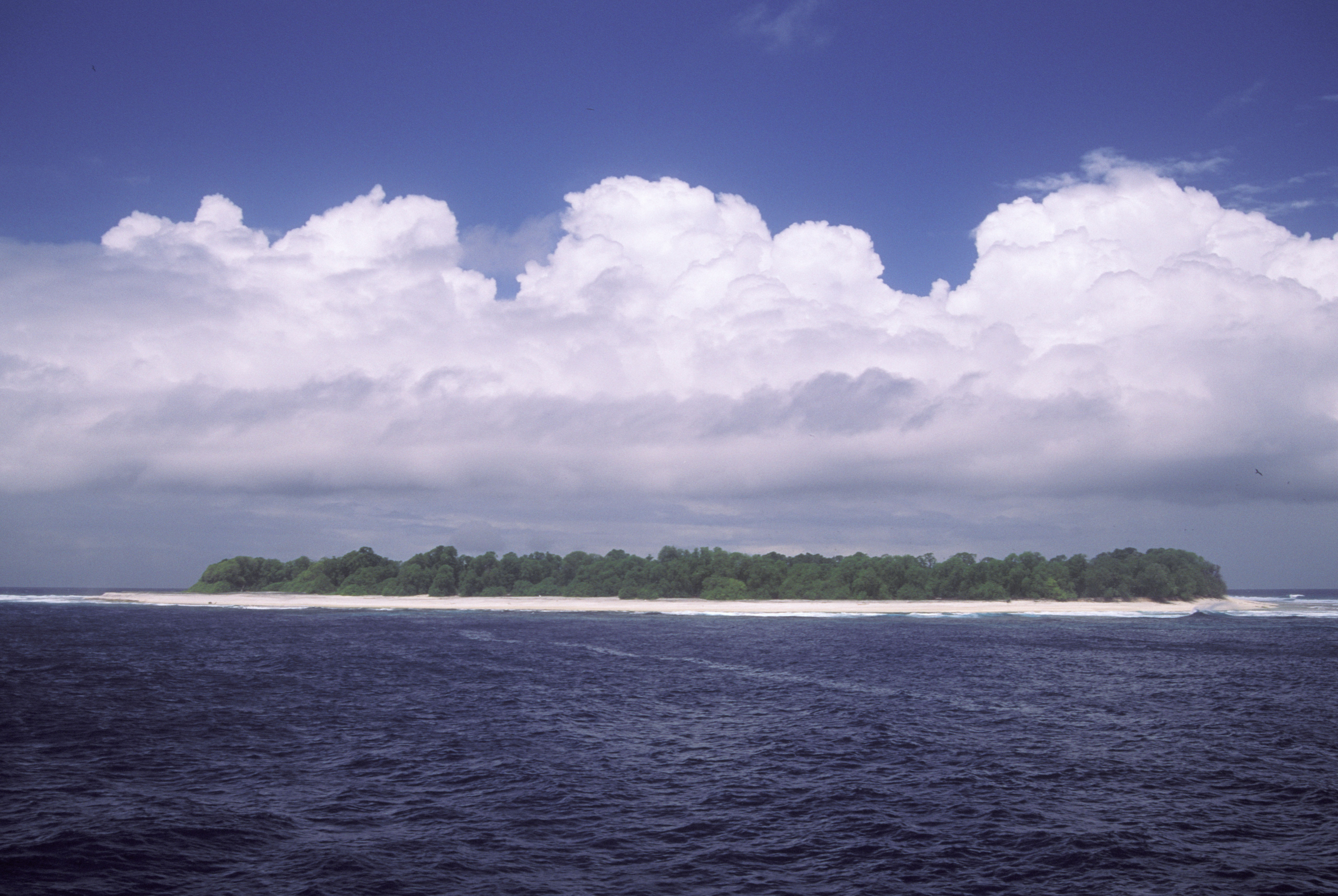
보스토크섬

보스토크섬(Vostok Island)은 태평양 중서부에 위치한 키리바시의 섬으로, 라인 제도에 속한다.

## 지리

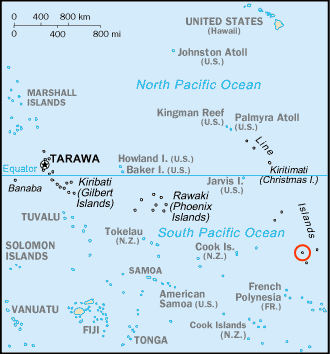